# گلنوود، کلیکیتات، واشینگتن
گلنوود (به انگلیسی: Glenwood) یک منطقهٔ مسکونی در ایالات متحده آمریکا است که در شهرستان کلیکیتات، واشینگتن واقع شده‌است. گلنوود ۵۷۹٫۱۳ متر بالاتر از سطح دریا واقع شده‌است.